# Стадион имени Кирова
Стадион имени Сергея Мироновича Кирова — мультиспортивный стадион в Ленинграде — Санкт-Петербурге, существовавший в 1950—2006 годах. Являлся одним из самых больших стадионов в мире. Предназначался для проведения соревнований по футболу, регби, лёгкой атлетике и хоккею. Назван в честь Сергея Мироновича Кирова. Являлся памятником архитектуры первой половины XX века, в 2001 году был включён в перечень памятников истории и культуры федерального значения. В 2006 году был исключен из перечня объектов исторического и культурного наследия федерального (общероссийского) значения распоряжением правительства РФ № 240-р от 22 февраля 2006 года.
Домашняя арена ФК «Зенит» в 1950—1992 годах и в первой половине 1995 года. В разное время являлся домашним для клубов «Динамо» (1950—2002), «Петротрест» (2001—2006), «Локомотив» (1995—2000) и фарм-клуба «Зенит-2» (1993—2006). На стадионе также проводила свои матчи сборная СССР и Российской Федерации.
6 июля 2006 года в рамках чемпионата России по футболу был сыгран последний официальный матч — против московского «Динамо» (0:0) — игру были вынуждены перенести со стадиона «Петровский» из-за неготовности газона. Но позднее стадион принял ещё семь встреч с участием команд «Зенит-2» и «Петротрест».
Основные работы по сносу стадиона велись с осени 2006 по лето 2007 года. На месте снесённого стадиона имени Кирова началось строительство нового стадиона для ФК «Зенит». Строительство «Газпром Арены» было завершено в декабре 2016 года, а первый официальный матч состоялся в апреле 2017 года.

## История
Первоначально будущую главную арену города планировалось возвести в восточной части Крестовского острова, неподалёку от действующего стадиона ленинградской команды «Динамо». Вскоре решение было изменено, под строительство нового объекта была выделена территория на западной стрелке Крестовского острова.
Строительство стадиона по совместному проекту архитекторов Александра Никольского и Константина Кашина началось в 1932 году, а окончательный вариант планировки спортивного объекта Ленсовет утвердил лишь в 1937 году. В прошлом западная часть Крестовского острова представляла собой довольно низменный и болотистый берег, малопригодный для крупного строительства, а окрестности одноимённой отмели занимали низкорослые леса. Футбольное поле разместилось на месте площадки исчезнувшей 18-орудийной батареи «Крестовская», которая после Первой мировой войны была демонтирована, а освободившееся пространство заняла городская свалка. Выбранный для строительства участок суши потребовал работ по дополнительному осушению, укреплению и поднятию грунта на высоту до 2 метров. К 1933 году была завершена подготовка площадки под основание главного элемента будущей арены — большого кольцевого вала высотой 16 метров. Работы по его возведению непосредственно велись до 1948 года. Будущие трибуны, проходящие по внутреннему склону, были покрыты песком, на которые в аккурат по рядам были уложены бетонные плиты в виде ступеней. Наружный склон холма опоясывали три круговые аллеи-террасы, рассечённые 18-ю лестницами и четырьмя пандусами, ведшие к вершине холма, а между павильонами сооружены две широкие парадные лестницы. В 1939 году на восточной трибуне от места будущих легкоатлетических дорожек до наружной части по земле были проложены два бетонных тоннеля в виде широких труб диаметром 7 метров. Их ширина позволяла проезжать на стадион (беговое поле) транспорту — в том числе экскаваторам, тракторам и прочей строительной технике. По мере строительства эти два проезда в виде «тоннелей» оказались под трибунами (засыпанными валами). В дальнейшем эти проезды под трибунами служили для въезда грузовиков (для технических потребностей), пожарных машин и карет скорой помощи.
Строительство стадиона было прервано летом 1941 года в связи с началом Великой Отечественной войны и блокадой Ленинграда. К этому моменту работы по строительству стадиона были выполнены более чем на 70%: по наружному склону в северной части стадиона уже имелись частично проложенные круговые террасы (но без лестничных сходов), а бетонное основание будущих трибун было выполнено лишь на 1/4 часть от всей площади чаши (на юго-восточной трибуне). В окрестностях стадиона, а также внутри самой чаши были развернуты огневые позиции артиллерийских батарей Красной Армии.
Строительство стадиона возобновилось летом 1945 года. К 1949 году стадион был технически готов уже на 90% (отсутствовали только табло). Торжественное открытие стадиона состоялось 30 июля 1950 года матчем ленинградских команд «Зенит» и «Динамо», закончившимся со счётом 1:1. Первоначальная вместимость стадиона составляла 100 000 зрителей.
8 июня 1957 года на стадионе состоялся матч между «Зенитом» и бразильским клубом «Баия», который совершал в том году турне по СССР и проводил матчи против ряда советских клубов. Ленинградцы победили со счётом 4:3.
2 и 9 мая 1959 года в матчах против московских «Спартака» и ЦСК МО соответственно, благодаря установке на верхнем кольце стадиона дополнительных деревянных трибун, был установлен абсолютный рекорд посещаемости в истории советского футбола — по 110 000 зрителей.
Перед проведением матчей футбольного турнира Олимпийских игр 1980 года стадион был значительно реконструирован. По вершине холма подняты четыре мачты освещения, высотой 70 метров, построена новая комментаторская кабина и VIP-ложа в верху центральной части западной трибуны. Также была изменена конфигурация количества и ширины мест сидений на секторах, вместимость стадиона сократилась до 74 000 зрителей. В рамках проведения матчей футбольного турнира Олимпиады-80 на стадионе было проведено 6 матчей группового этапа и 1 четвертьфинал.
В 1994 году стадион являлся главной ареной Игр доброй воли. Это было последнее крупное международное соревнование, проходившее на стадионе, в котором участвовали атлеты более чем из 50 стран мира. После Игр доброй воли стадион использовался для проведения футбольных матчей, легкоатлетических соревнований и тренировок. В 2005 году было принято решение о сносе стадиона и возведении на его месте нового.

## Снос
В связи с переносом матча 28-го тура чемпионата России 2006 года на более ранний срок и неудовлетворительным состоянием газона на стадионе «Петровский», петербургский «Зенит» принял решение перенести матч против московского «Динамо» на стадион имени Кирова. В связи с предстоящим сносом часть сидений на стадионе была уже разобрана, поэтому на матче смогли присутствовать только 45 000 зрителей. Все билеты, пущенные в свободную продажу, были раскуплены. Тем не менее, около 2000 мест во время матча пустовали, так как из соображений безопасности руководство «Зенита» приняло решение не продавать своим болельщикам билеты в сектор, выделенный для болельщиков команды гостей, несмотря на то что тот не был заполнен и на пятую долю своей возможной вместимости.
Последняя в истории «Зенита» игра на стадионе имени Кирова прошла 6 июля 2006 года и завершилась нулевой ничьей. Последний официальный матч на стадионе состоялся 17 августа 2006 года. Местный клуб «Петротрест» принимал щёлковский «Спартак», в котором гости одержали победу со счётом 0:3. На момент проведения матча небольшое количество зрительских мест осталось лишь на центральной части восточной трибуны. В последних матчах с участием клуба «Петротрест» присутствовало от 100 до 200 зрителей.
Снос стадиона был начат ещё в марте 2006 года. В течение первых шести месяцев осуществлялся демонтаж всех зрительских мест и трибунных ограждений. Активная фаза работ стартовала 30 августа 2006 года, на протяжении которой выполнен демонтаж обоих информационных табло, четырёх осветительных мачт и бетонных ступеней. К началу зимы работы по демонтажу стадиона были выполнены более чем на две трети, однако обломки снесенных мачт и прочий мусор складировались на футбольном поле вплоть до начала весны следующего года. После расчистки бывшего футбольного поля на его месте начались работы по возведению свайного поля для новой арены, параллельно осуществлён демонтаж старого земляного вала из намытого песка. Снос стадиона завершился летом 2007 года, в основание нового стадиона заложен первый камень.
Во время демонтажа главной арены было также снесено запасное поле стадиона имени Кирова, имевшее трибуны, на котором единственный официальный матч в 1993 году провёл «Зенит», в кубковом матче обыгравший земляков из «Прометей-Динамо» (7:1). На этом месте позже была возведена «Сибур Арена», в которой проходят матчи по баскетболу и теннису.

## Архитектура
Трибуны стадиона имени Кирова располагались на склонах искусственного кольцевого холма, насыпанного в западной части Крестовского острова, на берегу Финского залива. Склоны насыпанного холма были покрыты слоем бетона — на внутренних склонах располагались деревянные скамейки, позднее — пластиковые кресла зелёного цвета. На внешних — 18 лестниц и пандусы, а с восточной стороны двойная лестница, фланкируемая 2-этажными служебными павильонами.
Первоначальный проект стадиона, равно как и весь градостроительный ансамбль Крестовского острова, задуманный архитектором Никольским, включал в себя множество других архитектурных решений. В частности, верхнюю часть холма предполагалось накрыть колонной галереей, а рядом с парадной лестницей соорудить 56-метровую смотровую башню. Кроме того, поблизости с большой ареной планировалось соорудить два запасных поля в типичной конфигурации, что и на основном стадионе, но построено было только южное и в упрощённом варианте (без легкоатлетических дорожек). За пару месяцев до начала Великой Отечественной войны Александр Никольский был отстранён от участия в работе над проектом, но был восстановлен в марте 1946 года. Последствия пережитой городом блокады и войны вынудили Никольского отказаться от воплощения многих архитектурных замыслов и превращения стадиона в большую спортивную арену. Вплоть до самой смерти Никольский продолжал заниматься эскизами улучшения архитектурного облика построенного стадиона.
Стадион имени С. М. Кирова реконструировался 4 раза.

### Реконструкция 1970 года
В первой половине 1970 года выполнен демонтаж механических деревянных табло, находившихся над северной и южной трибунами. На их месте были поочередно смонтированы два больших электронных табло венгерской фирмы Electroimpex, вступившие в строй в апреле и октябре этого года (южное и северное табло соответственно).

… И в заключение о приятном впервые на стадионе имени С. М. Кирова вчера зажглось электротабло, смонтированное венгерской фирмой "Электроимпекс".— По материалам газеты «Ленинградская правда»

### Реконструкция 1978—1980 годов
В 1975 году стадион был включён в число объектов, принимающих летние Олимпийские игры 1980 года. За прошедшие 25 лет эксплуатации стадиона холм заметно осел, под воздействием тяжести зрителей на трибунах и холодного климата под частью бетонных плит образовались пустоты. Последний футбольный матч перед закрытием стадиона на капитальную реконструкцию был проведён 9 июля 1978 года между ленинградским «Зенитом» и алматинским «Кайратом». В ходе реконструкции чаша стадиона была укреплена, заменено бетонное основание для трибун, по краю чаши подняты четыре 70-метровые мачты освещения, модернизированы табло, построена новая комментаторская кабина, сооружена VIP-ложа в центральной части западной трибуны на секторах 52-2. В соответствии с требованиями ФИФА конфигурация ширины сидячих мест была изменена, вследствие чего вместимость арены сократилась до 74 000 зрителей. На месте, где по первоначальному проекту архитектор планировал соорудить 56-метровую башню, была установлена позолоченная чаша для олимпийского огня. Первый матч на реконструированном стадионе состоялся 22 июня 1980 года, в котором приняли участие ленинградский «Зенит» и минское «Динамо».

### Реконструкция 1993—1994 годов
Очередная реконструкция стадиона была проведена перед проведением Игр доброй воли 1994 года, в рамках которой произведено обновление систем коммуникаций, включая замену венгерской электронной начинки в табло на отечественную (при этом его ширина сузилась по 2 блока) и ремонт чаши олимпийского огня, на которой к её основанию были смонтированы геральдические символы герба Санкт-Петербурга. Единственным новшеством стала замена деревянных скамей на пластиковые кресла. Последнее привело к снижению вместимости до 68 000 зрителей. Вопреки ранним ожиданиям возвращения «Зенита» на главную арену города лестничные сходы между рядами были выкрашены в белый и голубой цвета.

### Реконструкция 2002—2003 годов
К празднованию 300-летия Санкт-Петербурга на стадионе был проведен мелкий капитальный ремонт без приостановки в его работе. Работы в основном коснулись лишь замены части инженерных коммуникаций, а также ремонта двух кассовых павильонов восточнее стадиона близ окончания Батарейной дороги.

## В массовой культуре
Стадион имени С. М. Кирова можно увидеть в следующих кинокартинах:
- Старик Хоттабыч (Ленфильм, 1956);
- Человек идёт за солнцем (Молдова-филм, 1961);
- Мальчик и девочка  (Ленфильм, 1966);
- Удар! Ещё удар! (Ленфильм, 1968);
- Мама вышла замуж (Ленфильм, 1969);
- Одиннадцать надежд (Ленфильм, 1975);
- Золотая мина (Ленфильм, 1977)
- Матч состоится в любую погоду (Рижская киностудия, 1985);
- Стадион (Лентелефильм, 1985);

В 1993 году на стадионе прошли съёмки нескольких эпизодов телепередачи «Городок», посвященные предстоящим Играм доброй воли 1994 года (рубрика «Игры доброй неволи»). Летом 2003 года в окрестностях стадиона (на гоночной трассе «Невское кольцо») прошли съёмки телесериала «На вираже».